# Mirko Fait
Mirko Fait (Milano, 3 giugno 1965) è un musicista, compositore, sassofonista jazz italiano.

## Carriera
Nato in una famiglia di musicisti, Fait ha iniziato a suonare il sassofono da adolescente, guadagnando notorietà nel 2002 quando ha accompagnato il musicista cubano Gendrickson Mena Diaz in un evento di moda di quattro giorni ospitato da Pitti Uomo. Ha collaborato con Flavio Boltro, Elisabetta Guido, Marco Panascia, Joel Holmes, Phil Maturano, Antonio Zambrini, Attilio Zanchi, Tony Arco, Roberto Piermartire, Luigi Tognoli e si è esibito con altri in club lombardi e italiani. Nel 2007 ha fondato il Fait Club Quintet. Ha anche contribuito al Mantic Ensemble, un album con Danilo Manto al pianoforte, Max Patrick alle percussioni e Fait al sassofono soprano.
Una ricca produzione artistica con altri 3 CD, tra cui uno con l'Atlantis Music Project, nasce grazie all'incontro con i produttori discografici John Toso e Roxana Pranno.
Nel novembre 2009 viene scelto come direttore artistico per United Jazz Artists di Milano. È anche direttore artistico della sezione jazz di Italian Way Music.
Mirko Fait ha interpretato la parte di un sassofonista nel film Cado dalle nubi del comico Checco Zalone di Zelig.
Nel luglio 2010 la canzone "Sex for Money" dall'album Just for You con John Toso è stata scelta dall'etichetta francese Believe per la compilation jazz estiva 70 relaxing holiday masterpieces. La raccolta comprendeva Miles Davis, Louis Armstrong, Billie Holiday, Chet Baker, Toquinho, Stefano Bollani, Enrico Rava e Franco Cerri.
Alcuni brani di Fait sono stati scelti per un cortometraggio del regista Alessandro Daquino.
Dal 2013 al 2018 è stato direttore artistico della Cantina Scoffone, uno dei luoghi più rinomati per musicisti e amanti del jazz a Milano. Passa poi a gestire la programmazione musicale in molti luoghi come Il Tastevin, L'Arabesque, Le Rane Rosse, Motta Milano 1928 e Gud per citarne alcuni.
Dal 2016 al 2018, ha condotto un proprio programma jazz radiofonico e televisivo: Jazz Wave.
Nel 2016 esce il suo album "Confidences", prodotto da Sant'Elpidio Jazz Festival e dall'associazione Jazz di Marca, presentato al Sant'Elpidio Jazz Festival nell'agosto 2016.
Nel maggio 2019 suona per l'incontro annuale della Wunder Kammer Orchestra con il grande trombettista Flavio Boltro, la cantante salentina Elisabetta Guido e la pianista Yazan Grezelin. Mirko Fait ha suonato anche in numerosi club, hotel prestigiosi e festival come Blue Note Milano, Memo Restaurant, Caffè Doria, Hilton Como, The View Lugano, Four Seasons Milan, Westin Palace Milan, JazzMi Festival, Ah-Um Jazz Festival, Doctor Jazz Salento Festival, Zagabria Jazz Festival.

## Discografia
- Confidences (Italian Way Music, 2016)
- Soundtrack Emotions (Italian Way Music, 2011)
- United Jazz Artists of Milan (Italian Way Music, 2009)
- Open (Italian Way Music, 2009)
- Just for You (Italian Way Music, 2009)
- In a Whisper (Italian Way Music, 2008)
- Deep Lights (Italian Way Music, 2007)